# Coronel Arnold
Coronel Arnold é uma comuna da província de Santa Fé, na Argentina.